# MLS Cup 2001
De MLS Cup 2001 was de voetbal kampioenschapswedstrijd van het MLS Seizoen 2001. Deze wedstrijd werd gespeeld op 21 oktober, 2001. San Jose Earthquakes won voor de eerste keer de MLS Cup door Los Angeles Galaxy met 2-1 te verslaan.

## Stadion
Het Columbus Crew Stadium, de thuishaven van Columbus Crew, heeft de MLS Cup 2001 georganiseerd, dit was de eerste keer dat het stadion werd gebruikt voor de finale van de MLS.